# Sphaeralcea fulva
Sphaeralcea fulva är en malvaväxtart som beskrevs av Edward Lee Greene. Sphaeralcea fulva ingår i släktet klotmalvor, och familjen malvaväxter. Inga underarter finns listade i Catalogue of Life.